# しょもたん
しょもたんは、神奈川県鎌倉市の湘南モノレール江の島線全線開業40周年を記念して製作されたマスコットキャラクターである。

## 概要
湘南モノレールの車両をモチーフにしたゆるキャラであり、2013年（平成25年）7月19日に大船駅にて愛称発表およびお披露目式があった。イベントなどに登場し、モノレールのアピールを行う。

## 名前の由来
湘南の「しょ」、モノレールの「も」と、親しみを込めた「たん」を足した名前となっている。名前は2013年（平成25年）5月15日より1ヶ月間全国公募し、計1,705件の応募があった。そのうち「しょもたん」は3件であった。

## ゆるキャラグランプリ
ゆるキャラグランプリ2013は、初エントリーでありながら参加1,580キャラ中515位であった。
ゆるキャラグランプリ2014では、前年の順位を上回ることを目標にエントリーしている。

## グッズ
湘南モノレール主催の「秋のさわやかハイキング」にて、メモ帳やバッジなどのグッズが配られたことがある。他にも筆箱などがある。グッズも売られている。

## しょもたん号
湘南モノレールでは、「しょもたん」をデザインした車両「しょもたん号」を2013年（平成25年）12月15日より運行開始している。
車体前面に「しょもたん」のイラスト入りヘッドマークを、車体側面には大船の丘陵地と大船観音のキャラクター「のんちゃん」をデザインしたラッピングを施したラッピング車両となっている。車内はイラスト入りカバーを取り付けた座席となっている。

## その他
江ノ島電鉄のゆるキャラ「えのんくん」は「しょもたん」のお友達である。